# Offentlig konst i Gislaved
Offentlig konst i Gislaved omfattar ett antal skulpturer och konstverk i det offentliga rummet, skapade av olika svenska och nordiska konstnärer. Verken finns utspridda över centrala Gislaved och dess närområden, ofta på torg, i parker eller skolmiljöer. Konsten speglar olika tidsepoker och teman, från traditionell figurativ skulptur till samtida installationer.

## Verk
Det äldsta verket i kommunen är Folkvisan, skapad 1954 av Axel Wallenberg från Nässjö. Denna bronsstaty i Kyrkparken föreställer en man och kvinna i ett folkligt motiv, där Näcken spelar fiol. Verket donerades av Thure Mårtensson, tidigare VD för AB Cellulidindustri. Ett exemplar finns även vid Smålands nation i Uppsala.
År 1957 tillkom bronsreliefen De fyra årstiderna av Bernhard Andersson från Halmstad. Verket, också beläget i Kyrkparken, består av fyra separata delar som symboliserar årstiderna vinter, vår, sommar och höst.
År 1988 uppfördes Pernilla, en byst i granit av Tore Heby från Falkenberg. Den är placerad vid entrén till Gislows dagcenter, och utgör ett exempel på klassisk porträttskulptur i naturmaterial.
Under 1989 tillkom flera verk. Vakthunden av Torsten Fridh från Undersåker föreställer familjehunden Puckie och står i brons i korsningen Köpmangatan och Södergatan. Samma år uppfördes Samhörighet, ett verk i gnejs av den danske konstnären Frank Ivan Thomsén från Århus. Skulpturen, som står på Järntorget, föreställer en man och en kvinna i nära relation och kom till genom ett samarbete mellan Gislaveds kommun och HSB.
Även Iskristaller av Roland Andersson från Linköping invigdes 1989. Verket är tillverkat i rostfritt syrafast stål och står i Kommunparken. Det leker med former såsom pyramider, obelisker och kristaller, där ljusets växlingar under dygnet skapar nya visuella effekter.
Från 1997 kommer Budkavle, skapat av Kenneth Johansson från Diö. Skulpturen står på Gullviveskolans skolgård och är utförd i röd granit med namn från olika länder inristade. Den symboliserar den historiska budkavlen – ett medeltida föremål för kommunikation och uppmaning till samling.
Figurer av Hans Fredholm från Eksjö installerades 1998 utanför Gislaveds konsthall. Verket består av ett skulpturpar i betong och är en studie i rörelse, volym och avstånd i rummet.
I modern tid har Gislaved fortsatt investera i offentlig konst. År 2013 invigdes Dansaren av Annika Heed från Sollentuna kommun. Skulpturen i brons står på Musiktorget och utgår från musik och dans som metafor för bygdens kreativitet och energi. 
Ett år senare, 2014, uppfördes Stjärnfall av Ebba Bohlin från Stockholm. Konstverket är placerat i en rondell och består av 125 sex meter höga pelare i borstat rostfritt stål, monterade på återvunnen asfalt. Verket täcker nästan 3 800 m² och är inspirerat av stjärnhimlen över Gislaved, trådindustrin vid Nissan, och småländska skogar. Det har ett urbant uttryck, som konstnären själv beskriver som ”ufo-kvalitet”.
Det senast tillkomna verket i kommunen är Den svenska tanten, invigt 2015 och skapat av Susanna Arwin från Växjö. Skulpturen i naturlig storlek står på Stortorget och föreställer en tant med handväska – en hyllning till trygghet, vardaglighet och svensk identitet. Verket ingår i ett långvarigt konstnärligt projekt som startade 1995.